# Националистички покрет
Народни или националистички покрет (оригинални назив:  ), је немачко тумачење популистичког покрета, са романтичарским нагласком на фолклор и нешто "органско", са значењем "природно развијена заједница у јединству", окаректерисана метафором једног тела (Volkskörper) за целокупну популацију у периоду од краја 19. века до нацистичке ере.

## Значење
Термин „Völkisch“ потиче од немачке речи „Volk“ (сродне са енглеском "Folk" ), што одговара "етничкој групи" популације и људи, у смислу да „то нешто покреће народ“. Према историчару Џејмс Вебу, реч има „призвук „нације“, „расе“ и „племена“...“ . За термин „Völkisch“  нема еквивалентних термина у другим језицима, али може бити сматран као „етно-националистички“, „расно-националистички“ или „етно-расистички“.
Наицоналистички „покрет“ није био јединствени покрет, већ „котао веровања, страхова и нада које су изражене у разним покретима и често изражене емотивним тоном“. Petteri Pietikäinen, посматрао је пратећи „националистичке“ утицаје код Карла Густава Јанга.
„Националистички покрет“ био је несумњиво највећа група у Конзервативном Револуционарном покрету Немачке. Као и „конзервативно-револуционарни“ и „фашистички“, нацоналистички је такође комплексан термин.
Ужа дефиниција могла би да се користи за означавање само група које сматрају људско биће суштински предефинисаним крвљу, односно урођеним карактеристикама.
Идеја, око које се покрет вртео, била је „Volkstum“ ( значење термина „Volkstum“ представља спој „фолклора“ и „етницизма“). „Volkstümlich“ би у том контексту имало значење „популистички“, „популарни“. 

## Порекло у 19. веку
Националистички покрет своје корене има у романтичарском националзму, како су га изражавали рани романтичари, као што је Јохан Готлиб Фихте у његовом Обраћању Немачкој Нацији (у оригиналу „Reden an die deutsche Nation“), објављеном за време Наполеонових ратова, од 1808. године па надаље, посебно у осмом говору, „Шта је Volk, у вишем смислу тог израза, и шта је љубав према отаџбини?“, где је одговорио на своје питање шта гарантује настојање племенитог појединца и „његову веру у вечност и бесмртност његовог рада“, дајући одговор да је то једино „посебна духовна природа људског окружења из које се човек сам, са свим својим мислима и деловањем уздигао, односно људи од којих је потекао и међу којима се формирао и развио у оно што је сад“. 
Покрет је удружио сентименталне патриотске интересе у Немачки фолклор, домаћу историју и „back to the land“ анти-урбани популизам са многим паралелама у списима Вилијама Мориса. „Ова идеологија је делом побуна против модернизације“, приметио је Николс. Сан је био за самодовољан живот живљен са мистичним односом према земљи; то је била реакција на културно отуђење услед Индустријске револуције и „прогресивног“ либерализма у каснијем 19. веку и његове урбане материјалистичке баналности.
Слична осећања су била испољавана у  САД-у током тридесетих година 20. века од стране популистичких писаца груписаних под именом Јужњачки Земљорадници.
Националистички покрет је током еволуције некада комбиновао тајанственост и езотеричне аспекте фолклорног окултизма заједно са „расним обожавањем“ и , у неким круговима, са типом анти-семитизма повезаног искључиво са етничким национализмом. Многи националстички покрети садржали су анти-комунистичке, анти-имиграционе, анти-капиталистичке и анти-парламентарне идеје. Временом, националистичке идеје „Националне заједнице“ (Volksgemeinschaft) су све више тежиле искључивању Јевреја.

## Пре и после Првог Светског Рата
Бројни националистички-популистички покрети који су еволуирали током краја 19. века у Немачкој империји, под утиском националног романтизма, развили су се уз пропаганду након пораза Немачке у Првом Светском Рату, и реч „народ“ постаје све више политизована.
Иста реч је коришћена као застава нових форми етничког национализма,  као и од стране интернационалних социајлистичких партија као синоним за пролетаријат на простору Немачке. Са левичарске стране елементи народне културе су се ширили на средње класе. Док је код левичара то означавало пролетаријат, десница је то схватала више као „раса“.
Иако је примарни интерес Германског мистичког покрета био оживљавање домаћих паганских традиција и обичаја (углавном у контексту квази-теозофичког езотеризма), изражена преокупација чистотом расе мотивисала је своје више политички оријентисане огранке, као што је Germanenorden (Teutonic Order), тајно удружење основано у Берлину 1912. године које је захтевало од кандидата да докажу да не поседују „не-аријску“ крв и да настоје да одрже чисто наследство. Локалне групе секти окупљале су се да славе летњу дугодневицу, значајан неопагански догађај  у народним круговима (а касније у нацистичкој Немачкој) , и да редовно читају Edde, као и неке од германских мистика. Ова грана националистичког покрета је брзо развила хипер-националистички осећај и удружила се са анти-семитизмом, а затим се уздигла.
Још један од покрета из истог периода је Tatkreis.
Џорџ Мос је изучавао националистичку књижевност и идентификовао неке од угледнијих и центристичких токова кроз које су ови сензибилитети струјали: школски текстови који су преносили романтичарски поглед на „чисту“ германску прошлост, природно оријентисан покрет младих, и романи са идејно немилосрдним националистичким херојем, као што је Херман Лонсов Der Wehrwolf (1910).
Нису све фолклорне заједнице везане за романтичарски национализам биле лоциране у Немачкој. Националистички покрет је био сила и у Аустрији. Док је заједницу Monte Verita, која се појавила 1900. у Аскони, Швајцарска, критичар Харалд Сзиман описао као најјужнију станицу далекосежне нордијске реформе начина живота, која је алтернативни покрет. Обухватао је мешавину анархизма, слободног комунизма, разних форми уметности боема и неопаганизма.

## Утицај на Нацизам
Националистичке идеологије су биле утицајне у развоју Нацизма. Заиста, Јозеф Гебелс је јавно изнео тврдњу 1927. на митингу у Нирнбергу да уколико је националистички покрет разумео моћ и како да изведе хиљаде људи на улице, да би добио политичку моћ 9. новембра 1918. године (пробој Социјал-Демократске партије водио ка Немачкој револуцији 1918-1919, крај Немачке монархије). Адолф Хитлер написао је у књизи Моја борба : „Основне идеје Национал-Социјалистичког покрета су популистичке(националистичке) и популистичке идеје су Национал-Социјалистичке“. Нацистичко схватање расе било је формулисано националистичким терминима, када је Еуген Фишер као нацистички ректор одржао свој поздравни говор, The Conception of the Völkisch state in the view of biology (29. Jul 1933).
Друштво Туле основао је 17. августа 1918. године Рудолф фон Себотендорф са оригиналним називом Studiengruppe für Germanisches Altertum (Група учењака германске антике),  и ширила је анти-републиканску и анти-семитистичку пропаганду. Карл Харер, члан друштва Туле, који је био директно укључен у оснивање Немачке радничке партије 1919. године, био је остављен по страни када је Хитлер израдио одредбе против завереничких кругова, и друштво Туле било је распуштено неколико година касније. Националистички кругови оставили су значајно наслеђе Нацистима: 1919. године , члан Туле , Фридрих Крон направио је оригиналну верзију нацистичке свастике.
У јануару 1919. године , друштво Туле било је инструмент у оснивању Немачке радничке партије (Deutsche Arbeit Partei , DAP), која је касније постала Национал-Социјалистичка  Радничка партија, познатија као Нацистичка Партија. Међу људима који су били у непосредном кругу партије помињу се Рудолф Хес, Алфред Розенберг, Ханс Франк, Готфрид Федер, Дитрих Екарт и Карл Харер. Може се приметити да Адолф Хитлер никада није био члан Туле, а Рудолф Хес и Алфред Розендберг су били само пролазници овог друштва , пре него што су се истакли у Нацистичком покрету. Münchener Beobachter, чији је власник био Себотендорф, био је лист једне мање националистичке партије , који је касније постао Völkischer Beobachter. Друштво Туле није имало чланове са врховних функција партије и Нацистичким званичницима била је забрањена било каква умешаност у тајним друштвима, тако да је повезаност националистичких идеологија са НСРП преувеличана.
Према Николасу Гудрик-Кларку имагинативна митологија се развила на наводном утицају Туле унутар Нацистичке партије.